# Heinz Krügel
Heinz Krügel (ur. 24 kwietnia 1921, Zwickau  – zm. 27 października 2008, Magdeburg) – niemiecki piłkarz i trener. Był m.in. selekcjonerem reprezentacji Niemieckiej Republiki Demokratycznej. Zmarł 27 października 2008 roku po długiej chorobie.